# اقتصاد جنگی
اقتصاد جنگی (انگلیسی: War economy) به مجموعه‌ای از احتمالات انجام‌شده توسط یک دولت مدرن اطلاق می‌گردد که در راستای بسیج اقتصاد آن، بمنظور تولید جنگ انجام گرفته باشد. فیلیپ لی بیلون اقتصاد جنگ را به عنوان سیستم تولید، بسیج و تخصیص منابع برای حفظ خشونت توصیف می‌کند.